# Operation Earnest Will
Irakische Invasion (1980)

Entegham – Kaman 99 – Chorramschahr – Sultan 10 – Scorch Sword – Abadan – Kafka – Ashkan – Morwarid – Dezful
Pattsituation (1981)

Tavakol – Susangerd – H-3
Iranische Offensiven zur Befreiung iranischen Territoriums (1981–82)

Samen-ol-A'emeh – Tariq al-Qods – Fath ol-Mobin – Beit ol-Moqaddas – Rückeroberung Chorramschahrs
Iranische Offensiven im Irak (1982–84)

Ramadan/1. Basra – Moslem Ibn Aqil – Muharram ol-Harram – Morgenröte 1 – Morgenröte 2 – Morgenröte 3 – Morgenröte 4 – Morgenröte 5/2. Basra – Kheibar/3. Basra – Kurdenaufstand – Morgenröte 6 – Morgenröte 7 – Hawizeh-Marschland
Iranische Offensiven im Irak (1985–87)

Badr/4. Basra – Morgenröte 8 – 1. al-Faw – Morgenröte 9 – Karbala 1 – Karbala 2 – Karbala 3 – Fath 1 – Karbala 4/5. Basra – Karbala 5/6. Basra – Karbala 6 – Karbala 7 – Karbala 8/7. Basra – Karbala 9 – Karbala10 – Nasr 4
Letztes Kriegsjahr (1988)

Beit ol-Moqaddas 2 – Anfal – Halabdscha – Zafar 7 – Tawakalna ala Allah – 2. al-Faw – Shining Sun – 40 Sterne – Mersad
Tankerkrieg

Earnest Will – Prime Chance – Eager Glacier – Nimble Archer – Praying Mantis
Internationale Vorfälle

Stark – Iran-Air-Flug 655
Die Operation Earnest Will (deutsch etwa „Operation Aufrichtiger Wille“) war eine militärische Operation der Streitkräfte der Vereinigten Staaten zum Schutz von kuwaitischen Öltankern vor iranischen Angriffen im Persischen Golf während des Tankerkrieges im Ersten Golfkrieg. Die Operation lief vom 24. Juli 1987 bis zum 26. September 1988 und wurde vom United States Central Command (CENTCOM) unter General George B. Crist geplant und durchgeführt. Neben Marine-Einheiten, die dem direkten Schutz der Tanker dienten, waren Hubschrauber und Aufklärungsflugzeuge anderer Teilstreitkräfte mit der Aufklärung des iranischen Vorgehens beauftragt.

## Geschichte

### Hintergrund
Während des Krieges, ab 1981, griffen sowohl Iran wie auch der Irak immer wieder Tanker und Frachtschiffe der jeweils anderen Seite an, um Im- und Export zu verhindern und den Feind damit zu schwächen. 1984 unterzeichneten beide Staaten ein Moratorium der UNO, das das Beschießen von zivilen Zielen ausschloss. Nachdem der Irak kurze Zeit später gegen die Vereinbarung verstoßen hatte, nahm auch Iran wieder Angriffe auf. Am 1. November 1986 bat Kuwait offiziell um Hilfe, da Schiffe unter kuwaitischer Flagge, ähnlich wie unter der von Saudi-Arabien, am häufigsten angegriffen wurden. Die Sowjetunion reagierte Anfang 1987, indem sie ankündigte, sowjetische Tanker für den Öltransport zu chartern. Daraufhin boten die USA am 7. März an, elf kuwaitische Tanker unter dem Sternenbanner fahren zu lassen (siehe auch Handelsflagge). Dadurch wurde es der United States Navy ermöglicht, die Tanker zu eskortieren, jeder Angriff auf Tanker würde als Angriff auf die Vereinigten Staaten gewertet werden. Kuwait nahm dieses Angebot an. Nachdem am 17. Mai der Irak die Fregatte Stark angegriffen hatte und dies als „Fehler des Piloten“ entschuldigte, beschuldigten die USA den – am Vorfall nicht beteiligten – Iran der Eskalation des Konflikts und entsandten Kriegsschiffe in die Region.

### Operation

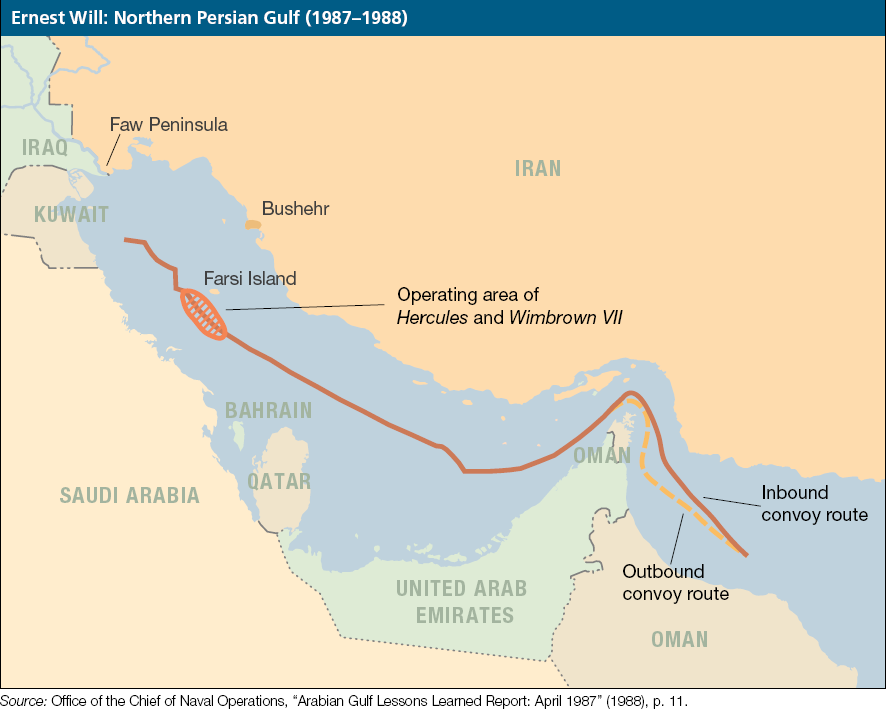
Karte mit Konvoirouten während der Operation

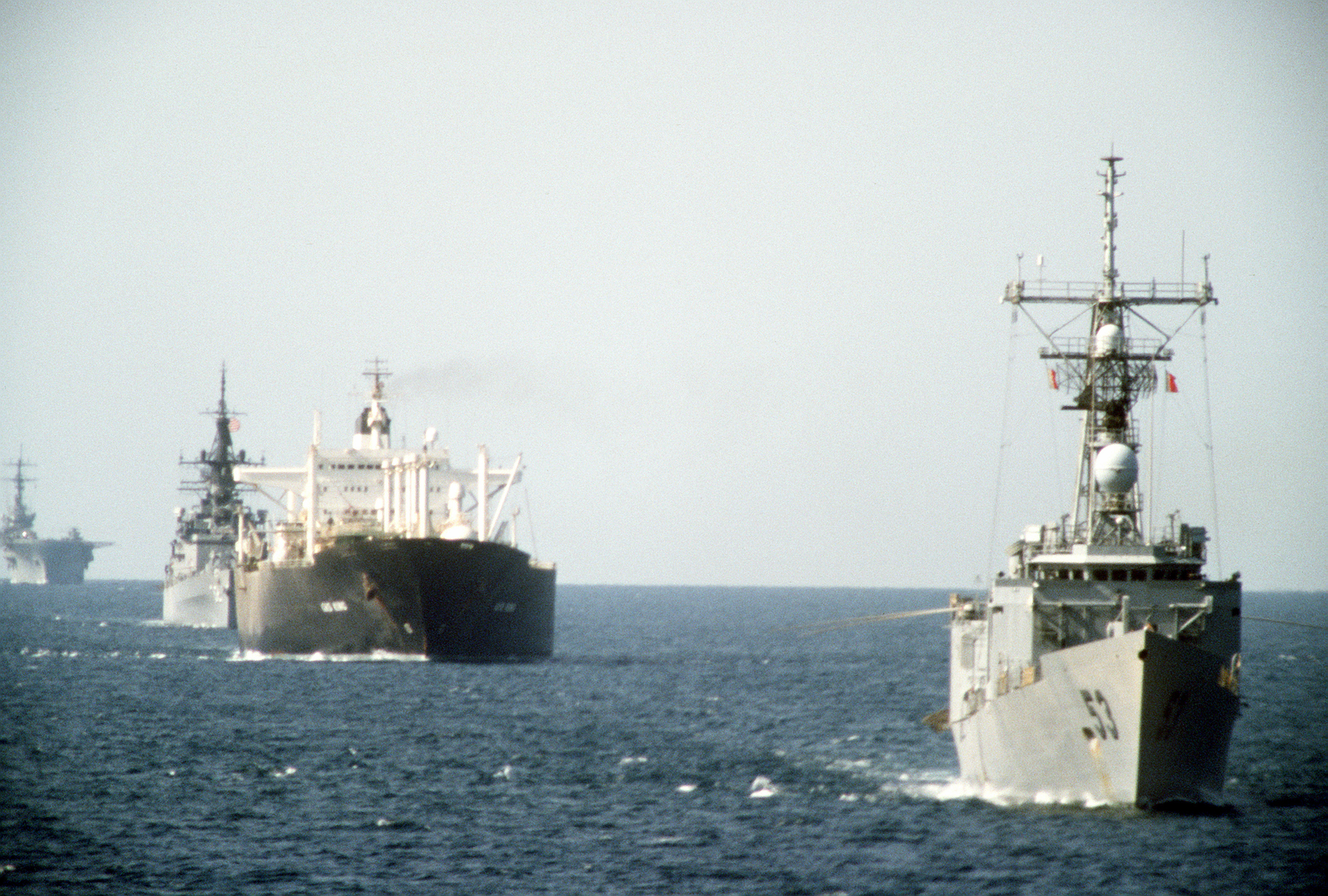
Gas King unter Geleitschutz

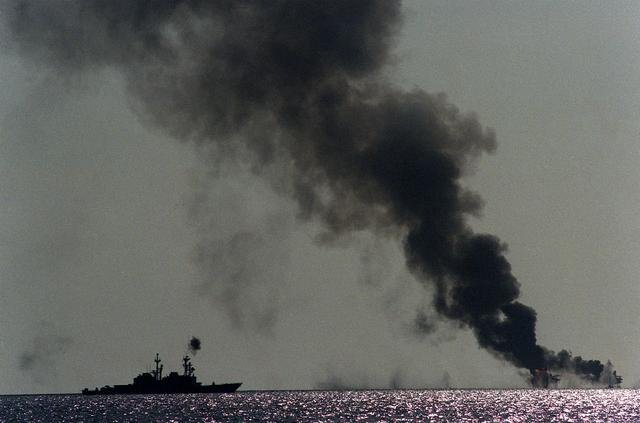
Die John Young vor den brennenden Ölplattformen

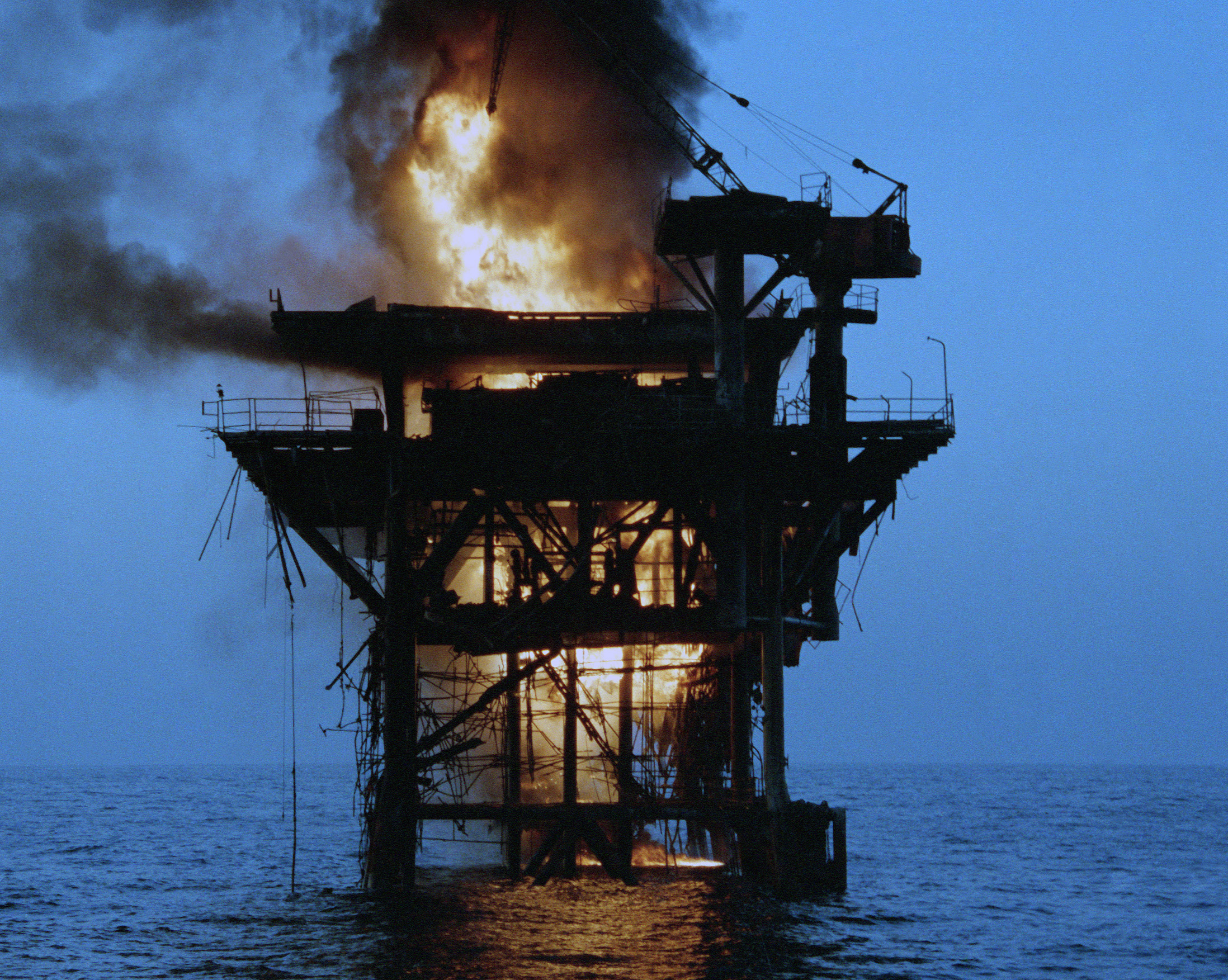
Durch US-Zerstörer zuvor beschossene und später durch eine Spezialeinheit gesprengte iranische Ölplattform

Die Eskortfahrten begannen am 22. Juli 1987. Neben Kriegsschiffen betrieben auch AWACS-Überwachungsflugzeuge der US Air Force und Hubschrauber der US-Army-Aufklärung.
Bereits auf der ersten Fahrt lief die Bridgeton (unter kuwaitischer Flagge benannt als al-Rekkah) auf eine Seemine, das doppelwandige Schiff konnte seine Fahrt jedoch fortsetzen. Die Eskorten, drei dünnwandige US-Kriegsschiffe ohne wesentlichen Schutz gegen Seeminen, folgten nun im Kielwasser des Tankers. Die groß angelegten Angriffe auf die Tanker ließen in den darauffolgenden Wochen nach, da Iran offensichtlich eine direkte Konfrontation mit den USA vermeiden wollte. Die US Navy schleppte nach dem Zwischenfall drei Minensuchboote in den Golf, außerdem setzte sie Hubschrauber zur Minenräumung ein. Zusätzlich setzten die Marinen von Großbritannien (Royal Navy), Belgien (Belgische Marine), den Niederlanden (Niederländische Marine), Frankreich (Marine Nationale) und Italien (Marina Militare) Minenräumer im Golf ein. Dies geschah auf Bitten der USA. Nachdem die Länder anfangs gezögert hatten, sich in den Konflikt hineinziehen zu lassen, entschieden sie sich, an der Minenräumung teilzunehmen, als ein unter panamaischer, also neutraler Flagge fahrender Frachter im Golf von Oman auf Minen gelaufen war.
Im Rahmen der parallel laufenden, aber geheimen Operation Prime Chance (August 1987 bis Juni 1989) wurden zur Aufklärung Spezialeinheiten in die Region gebracht, unter anderem das 160th Special Operations Aviation Regiment (Airborne), das mit Hughes MH-6 Little Birds Aufklärungseinsätze flog. Außerdem wurden schwerbewaffnete Hubschrauber vom Typ AH-6 Little Birds zum Schutz der Minenräumer abgestellt. Die Hubschrauber, die der US Army gehörten, wurden auf Schiffen der Navy stationiert und von Sikorsky SH-60 Seahawk der Navy auf ihre Ziele eingewiesen. Später wurden von der Kuwait Oil Tanker Company zwei Schuten angemietet, die als Basis für die Heeresflieger dienten. Am 8. Oktober 1987 versenkte ein AH-6 Hubschrauber ein iranisches Boghammer-Speedboat.
Die nächste Welle von Angriffen begann am 15. Oktober 1987, als ein iranischer Seezielflugkörper Silkworm aus chinesischer Produktion den umgeflaggten Supertanker Sea Isle City traf, der an einem Ölterminal außerhalb vor Kuwait City lag, und 18 Seeleute, darunter den US-amerikanischen Kapitän, verwundete. Daraufhin wurde in der Operation Nimble Archer (dt.: flinker Bogenschütze) von den vier Zerstörern John Young, Hoel, Kidd und Leftwich am 19. Oktober 1987 ein Angriff auf zwei iranische Ölplattformen im Rostam-Ölfeld gestartet. Um 13.40 Uhr wurde eine Warnung an die Plattformen gefunkt, dass 20 Minuten später ein Angriff beginne. Um 14.00 Uhr griffen je zwei Schiffe eine Plattform mit ihren 5-Zoll-Geschützen an, wobei die eine komplett, die andere zu 90 Prozent zerstört wurde. Ein SEAL-Team platzierte hierzu Sprengstoff an einer der Plattformen und zerstörte sie.
Während die Angriffe auf Tanker neutraler Nationen, wenn auch in reduziertem Umfang, weitergingen, stoppte die Operation Earnest Will die Angriffe auf die umgeflaggten Tanker. 1988 wurde die Situation im Golf immer konfliktreicher; inzwischen operierten acht lokale und zehn internationale Marinen dort. Nachdem die Samuel B. Roberts am 18. April 1988 nach einer Konvoifahrt auf dem Rückweg nach Bahrain auf eine Mine gelaufen war (wobei 69 Seeleute verletzt wurden), wurde die Iranische Marine in der Operation Praying Mantis von der US Navy in einer eintägigen Seeschlacht geschlagen.
In dieser angespannten politischen Situation schoss das amerikanische Kriegsschiff Vincennes versehentlich einen zivilen iranischen Airbus A300 ab, wobei 290 Menschen starben.
Die letzte Eskortmission fand am 26. September 1988 durch die Vandegrift statt.

### Folgen

#### Militärisch
Die Operation Earnest Will war der größte Geleitzugeinsatz der US Navy seit dem Zweiten Weltkrieg, insgesamt wurden in 127 Konvois 259 Schiffe eskortiert. Das Unternehmen ermöglichte eine Aufrechterhaltung der Öllieferungen in die westliche Welt während einer Auseinandersetzung, in der laut Lloyd’s 546 zivile Schiffe beschädigt und ca. 430 zivile Seeleute getötet wurden. Letztlich kennzeichnete die Operation auch den ersten Einsatz amerikanischer Einheiten im Golf und zeigte das Interesse der USA an der ölreichen Region.
Operation Earnest Will war der erste teilstreitkräfteübergreifende Einsatz der Sondereinsatzkräfte (Special Operations Forces) des am 16. April 1987 aufgestellten US Special Operations Command (SOCOM), das dem CENTCOM temporär Teile seiner Navy SEALs, Special Boat Teams und die SOAR-Heeresflieger unterstellte. Diese Unterstützung leistete einen maßgeblichen Beitrag zum Erreichen der Kontrolle über den nördlichen Persischen Golf und zur erfolgreichen Bekämpfung von iranischen Minenlegern und Kleinstüberwassereinheiten und führte dazu, dass in den Folgejahren Mittel zur Beschaffung neuer Waffensysteme, wie der Patrouillenboote der Cyclone-Klasse und Mehrzweckboote vom Typ Mark V Special Operations Craft genehmigt wurden.

#### Politisch
1992 reichte Iran eine Klageschrift beim Internationalen Gerichtshof in Den Haag ein, der die Angriffe auf die Ölplattformen im Rahmen der Operation Nimble Archer (wie auch im Rahmen der später stattfindenden Operation Praying Mantis) angesichts des 1955 zwischen den Parteien geschlossenen Treaty of Amity, Economic Relations and Consular Rights between the United States of America and Iran (dt.:Abkommen über freundschaftliche und wirtschaftliche Beziehungen und konsularische Rechte zwischen den Vereinigten Staaten von Amerika und Iran) klären sollte. Das Verfahren lief unter dem Namen Oil Platforms (Islamic Republic of Iran v. United States of America).
Am 6. November 2003 fällte der Internationale Gerichtshof ein Urteil über die Rechtmäßigkeit der Angriffe. Es wurde mit 14:2 Stimmen entschieden, dass der Operation keine Notwendigkeit für die Wahrung der essentiellen Sicherheitsinteressen der Vereinigten Staaten laut Artikel XX Absatz 1 (d) des Abkommens zugrunde lag. Dieser Absatz erlaube lediglich kriegerische Handlungen aus direkten Selbstverteidigungsinteressen. Da jedoch nicht eindeutig nachgewiesen worden war, dass die gegen die Sea Isle City gestartete Rakete der Islamischen Republik Iran zugeschrieben werden konnte, wurde eine Notwendigkeit zur Selbstverteidigung von den Richtern verneint. Trotzdem wurde die Forderung Irans nach Reparationszahlungen abgewiesen, da die Operation keinen Bruch der Verpflichtung zu freiem Handel zwischen den Territorien der Parteien nach Artikel X Absatz 1 darstelle. Dies wurde damit begründet, dass die Plattformen zum Zeitpunkt der Operation repariert wurden und daher kein Öl förderten, das an die USA hätte verkauft werden können.
Mit 15:1 Stimmen wurde eine Widerklage der USA abgewiesen, die Entschädigungen für Angriffe auf Tanker nach ebendiesem Artikel forderte. Die Begründung lautete, dass keines der Schiffe Handel zwischen Iran und den USA getrieben habe. Der grundsätzliche Einwand der USA, Iran mache die Schifffahrt im Golf unsicher, wurde ebenfalls nicht anerkannt.